# Fender G-DEC
Model Fender G-DEC (Guitar Digital Entertainment Center) je pojačalo koje je Fender u potpunosti opremio svim neophodnim zanačajkama kao pomagalo za praktični rad pri vježbanju ili učenju (prateći vodić), odnosno kao već formiranom znalacu alat pri modeliranju zvuka. Svi modeli ovih pojačala imaju ugrađene efekte s pratećim šablonama ritmova za bubnjarski komplet, selekciju odabira kabineta modela pojačala, i niz drugih specijalnih efekata. Modeli vjerno reproduciraju ton gitare od heavy metala do jazza ili punk rocka.
 Niz specijalnih efekata također su dostupni u kombinaciji povezivanja pojačala s osobnim računalom pomoću MIDI sučelja.

Fender je proizveo nekoliko različitih modela pojačala:
- Izvorni G-DEC model izlazne efektivne snaga 15 W s ugrađenim 203 mm promjerom zvučnika.
- Model G-DEC od 15 W izlazne snage, ugrađenim zvučnikom promjera 203 mm, kabinet u trobojnom sunburstu s tamno crvenom pletenom tkaninom na prednjici za zaštitu zvučnika izrađen je od javora.
- Model G-DEC Junior također od 15 W izlazne snage i zvučnika promjera 203 mm, ali s preglednijim i pojednostavljenim sučeljem kontrolne ploče.
- Model G-DEC 30 je unaprijeđena verzije modela Junior, koja je polućila jaču snagu s ugrađenim zvučnikom promjera od 254 mm. Model za uporabu ima više efekata i veću memoriju za pohranu MIDI podataka.
- Model G-DEC 3 je linija pojačala predstavljena u siječnju 2010. godine u Sjevernoj Americi, a u Europi je bio dostupan u svibnju iste godine.[1] Od prethodnog modela najznačajnija novina mu je mogućnost reprodukcija mp3 i wav zvučnih datoteki. MIDI sučelje zamijenjeno je s naprednijim USB povezivanjem. Time je omogućeno spajanje pojačala s osobnim računalom, a pomoću računalnog programa Fender Fuse pokreće se virtualna programska aplikacija uporabe pojačala i niza efekata. Spojen s računalom omogućena je prilagodba i upload podloge pjesme, preuzimanje, dorađivanje i pohrana radnog materijala, kao i razmjena datoteki s drugim članovima "Fender Fuse" zajednice širom svijeta. Ovaj najnoviji model dostupan je u dvije verzije sa snagom od 15 i 30 W.

Fender je također proizveo i pojačalo B-DEC 30 (Bass Digital Entertainment Center) namijenjen za basiste. Model ima slične značajke kao i gitarski G-DEC, ali je prilagođen za reprodukciju nižih "bas" tonova. Kabinet je dizajniran s nagibnom zadnjom plohom, u koji je ugrađena visokotonska piezo truba i zvučnik promjera 254 mm. Unatoč karakterističnom dizajnu B-DEC ne pripada skupini modela zvučničkih kabineta (monitori) koji po definiciji na bini budu istureni naprijed, i čija je osnovna funkcija provjera kvalitete reprodukcije zvuka.

## Vanjske poveznice
- "Fender G-DEC Junior na elderly.com"  Arhivirana inačica izvorne stranice od 13. veljače 2010. (Wayback Machine)